# 과태료
과태료(過怠料)는 행정법에서 일정한 의무를 이행하지 않거나 가벼운 벌칙을 위반한 사람에게 부담해서 국가에 납부하게 하는 돈이다.
흔히 단어가 유사한 과료와 혼동하는 데, 과료는 형법상 형벌이지만 납부하는 금액이 2000원 이상 50000원 이하로 매우 경미하다는 점에서 50000원 이상을 납부해야 하는 벌금과 별개의 재산형이다.
재산형에 해당하는 벌금 및 과료와 달리 과태료는 형법상 형벌이 아니라 납부자에게 전과가 남지 않고 과태료의 납부사유가 대부분 경미한 법규위반이므로 재판을 거치지 않고 납부한다.

## 과태료의 성질에 따른 분류

### 질서벌로서의 과태료
법률에 의하여 과해진 형식적인 의무위반자에 대하여 재재로 과해지는 것이다. 예를 들면 특허법, 민법, 상법, 민사소송법 등 공법, 사법에 널리 인정되고 있으며, 지방자치법에는 조례로도 과태료를 징수할 수 있도록 되어 있다.

### 징계벌로서의 과태료
일정한 직업을 가진 사람이 직무상의 의무에 위반하였을 경우에 과해지는 것으로서, 예를 들면 공증인법, 변호사법, 법무사법 등에 규정되어 있다. 징계벌로서의 과태료는 그 직업을 감독하는 관청이 과하는 것이 통례이다.

### 집행벌로서의 과태료
행정상의 의무이행을 게을리하는 사람에게 그 의무의 이행을 강제하기 위하여 과하는 것이나, 현행법상 그 예가 거의 없다.

## 판례
- 과태료는 행정상의 질서유지를 위한 행정질서벌에 해당할 뿐 형벌이라고 할 수 없어 죄형법정주의의 규율대상이 아니다.[1]

## 질서위반행위법정주의
- 법률에 따르지 아니하고는 어떤 행위도 질서위반행위로 과태료를 부과하지 아니한다.[2]

## 같이 보기
- 과징금